# Markt 5 (Neustrelitz)

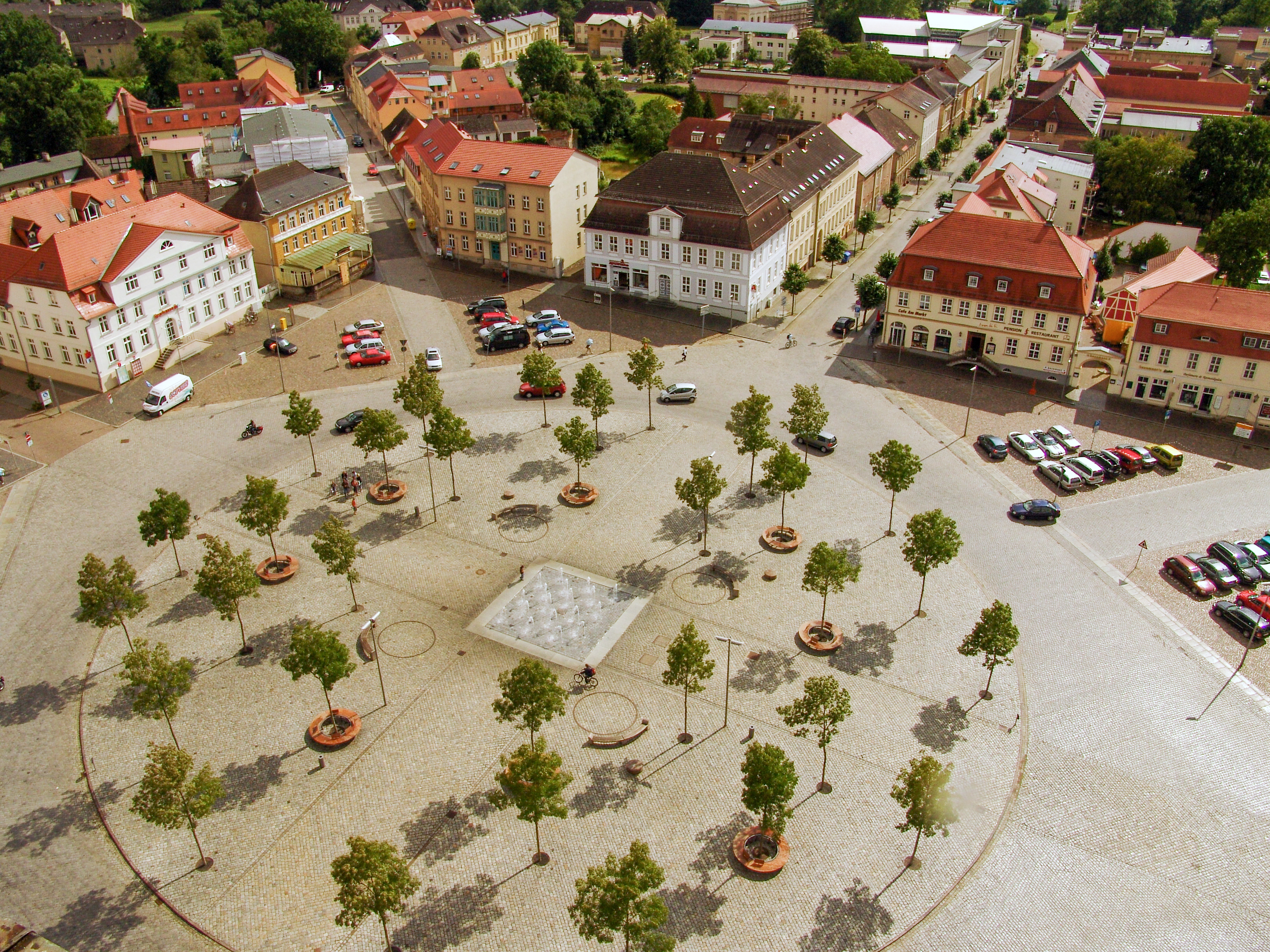
Markt, Südwestseite; Nr. 5 in der Bildmitte

Das Wohn- und Geschäftshaus Markt 5 in Neustrelitz (Mecklenburg-Vorpommern) an der Südwestseite des Marktplatzes wurde im 18. Jahrhundert gebaut. Hier befindet sich heute eine Apotheke.
Das Gebäude steht unter Denkmalschutz.

## Geschichte
Die Residenzstadt Neustrelitz mit 20.151 Einwohnern (2020) wurde erstmals 1732 erwähnt.
Das zweigeschossige barocke Eckgebäude vom 18. Jahrhundert mit einem Mansarddach und dem mittleren Giebelrisalit steht als eines der älteren profanen Häuser der Stadt an dem prägenden quadratischen spätbarocken Marktplatz mit seinen sternförmigen acht Straßen. Es wurde im Rahmen der Städtebauförderung saniert.